# جرابش (حبيش)

تعديل مصدري - تعديل

جرابش هي إحدى قرى عزلة الصدر بمديرية حبيش التابعة لمحافظة إب، بلغ تعداد سكانها 242 نسمة حسب تعداد اليمن لعام 2004.